# 住吉光
住吉 光（すみよし ひかる、1990年7月3日 - ）は、長崎放送のアナウンサー。

## 人物
福岡県北九州市出身。熊本大学法学部法学科卒業、岡山県のテレビ局に就職するが、営業の仕事だったことからアナウンサーを目指し退職、アルバイトをしながら28才から就職活動を開始し、偶然にも祖母の故郷だった長崎県の長崎放送に入社した。 2019年からアナウンサーなどの仕事をしている。中高、大学と吹奏楽部に所属し、ホルンを吹いていた。
好きな言葉は「明日死ぬかの様に生き、永遠に生きるかの様に学べ」

## 現在の担当番組
テレビ
- Pint
- NBCニュース

ラジオ
- NBCニュース

## 過去の担当番組
テレビ
- Nスタ プラス長崎 （月〜火）